# Gens Aquillia

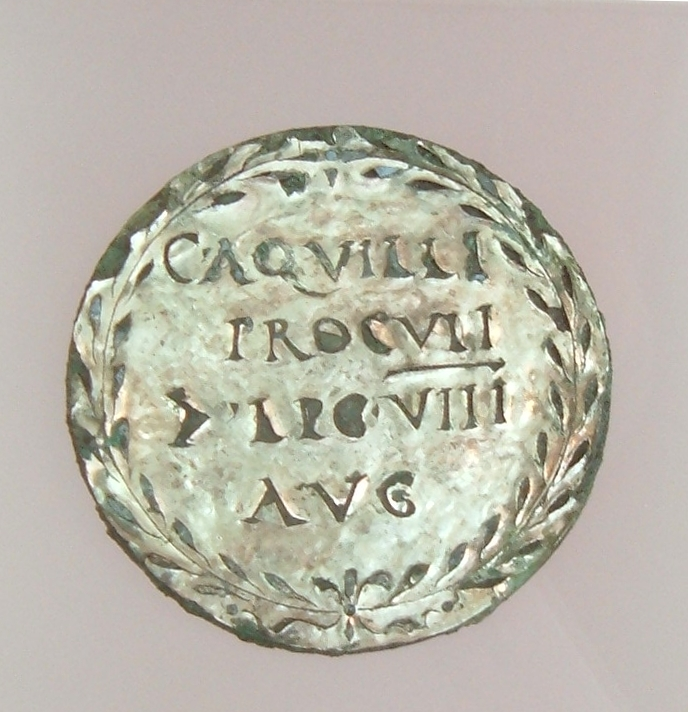
Medaille van Gaius Aquillus Proculus, centurio, Legio VIII Augusta. Valkhof Museum, Nijmegen

De gens Aquillia of Aquilia was een geslacht van plebejers uit het oude Rome.

## Voorname leden
- Gaius Aquillius Tuscus : consul in 487 v.Chr.
- Manius Aquilius : consul in 101 v.Chr.
- Gaius Aquillius Proculus : Consul suffectus in 90 na Chr. Centurio van het Legio VIII Augusta tijdens de Bataafse Opstand (69-70).